# ナメトコ山

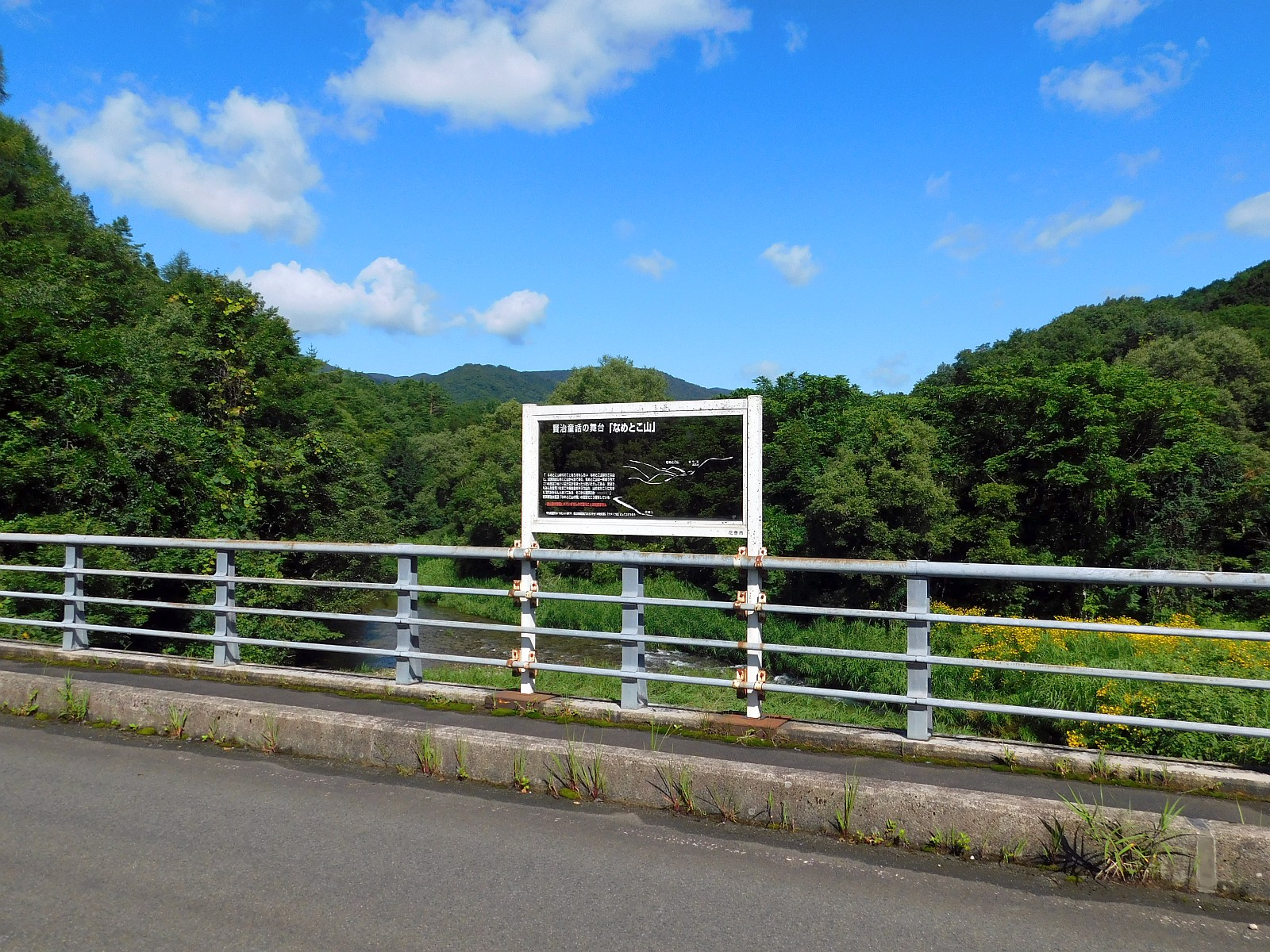
幕舘橋に設置された、ナメトコ山の位置を示す看板

ナメトコ山（ナメトコやま）は、岩手県花巻市の西方、岩手郡雫石町との境にある奥羽山脈に属する標高860mの山である。

## 概要
北上川水系支流豊沢川（豊沢ダム）の上流部に位置する。
宮沢賢治の『なめとこ山の熊』に描かれる「なめとこ山」をめぐって調査が進められた結果、明治初期の「岩手県管轄地誌」に「那米床山」「ナメトコ山」という記述があることがわかり、同山が実在のもので位置が特定されたため、宮沢賢治の生誕100周年である1996年を機に国土地理院が2万5千分1地形図「須賀倉山(秋田)」に山の名を記した。
花巻市によって、県道12号の幕舘橋に位置を示す看板が設置されている。透明なアクリル板に稜線とナメトコ山の位置が描かれており、アクリル板越しに実際の稜線を重ねることで、ナメトコ山を見つけることができるようになっている。

## 関連文献
- 金子民雄　「宮沢賢治・童話の舞台」（『地図の友』1973年・74年）
- 小沢俊郎 『文語詩研究・地理研究 - 宮沢賢治論集』（有精堂出版、1987年、ISBN 4640304625）